# Kościół Niepokalanego Serca Najświętszej Maryi Panny w Dubiecku
Kościół Niepokalanego Serca Najświętszej Maryi Panny – rzymskokatolicki kościół parafialny należący do dekanatu Dubiecko archidiecezji przemyskiej.

## Historia i architektura

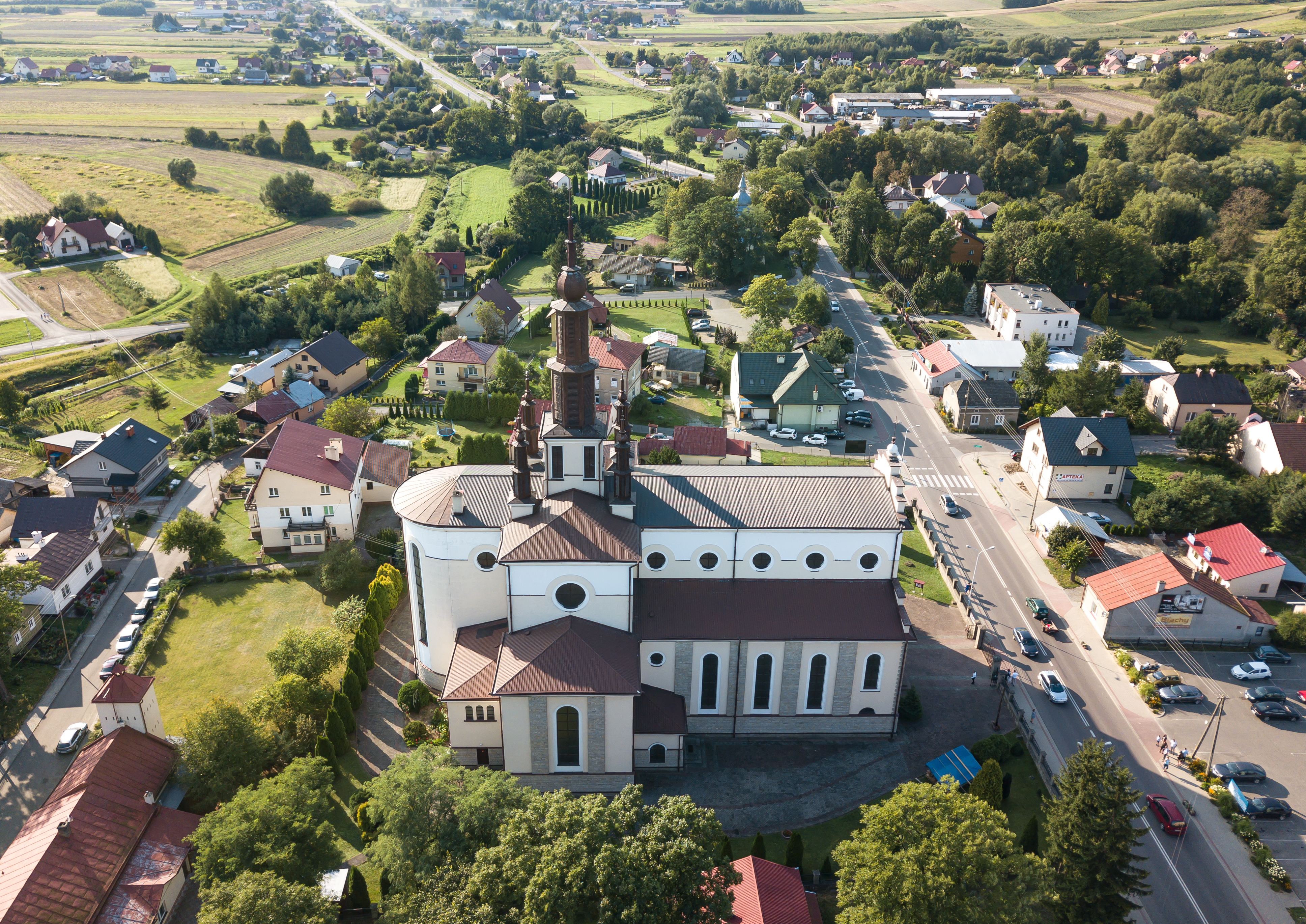
Widok na kościół z lotu ptaka (2019)

Budowa świątyni została rozpoczęta w 1934 roku przez księdza Górnickiego, po jego śmierci budowa była prowadzona przez księży: Pawlikiewicza, a po nim  Jedziniaka, który doprowadził mury do połowy okien. W latach 1939–1948 nie były prowadzone prace budowlane. W 1948 roku budowa została podjęta i po czterech latach zakończona przez księdza Kazimierza Lisowicza. W dniu 24 sierpnia 1952 roku ksiądz biskup Franciszek Barda uroczyście konsekrował nową świątynię pod wezwaniem Niepokalanego Serca Najświętszej Maryi Panny i Świętych Apostołów Szymona i Judy Tadeusza.
Wymiary świątyni to: długość 49 metrów, szerokość w krzyżu 41 metrów. Kościół został zaprojektowany przez lwowskiego inżyniera architekta Tadeusza Pisiewicza. Polichromia została zaprojektowana i wykonana przez krakowskiego profesora Stanisława Jakubczyka. Wnętrze świątyni, ławki, ołtarze boczne, zostały zaprojektowane przez księdza J. Muchę. W dniu 21 października 1971 roku ksiądz biskup Ignacy Tokarczuk poświęcił organy o 38 glosach wykonane przez firmę Theodor Bochme. W dniu 25 listopada 1973 roku ksiądz biskup Stanisław Jakiel konsekrował nowy ołtarz z marmuru i umieścił w nim relikwie Św. Marii Goretii.

## Galeria

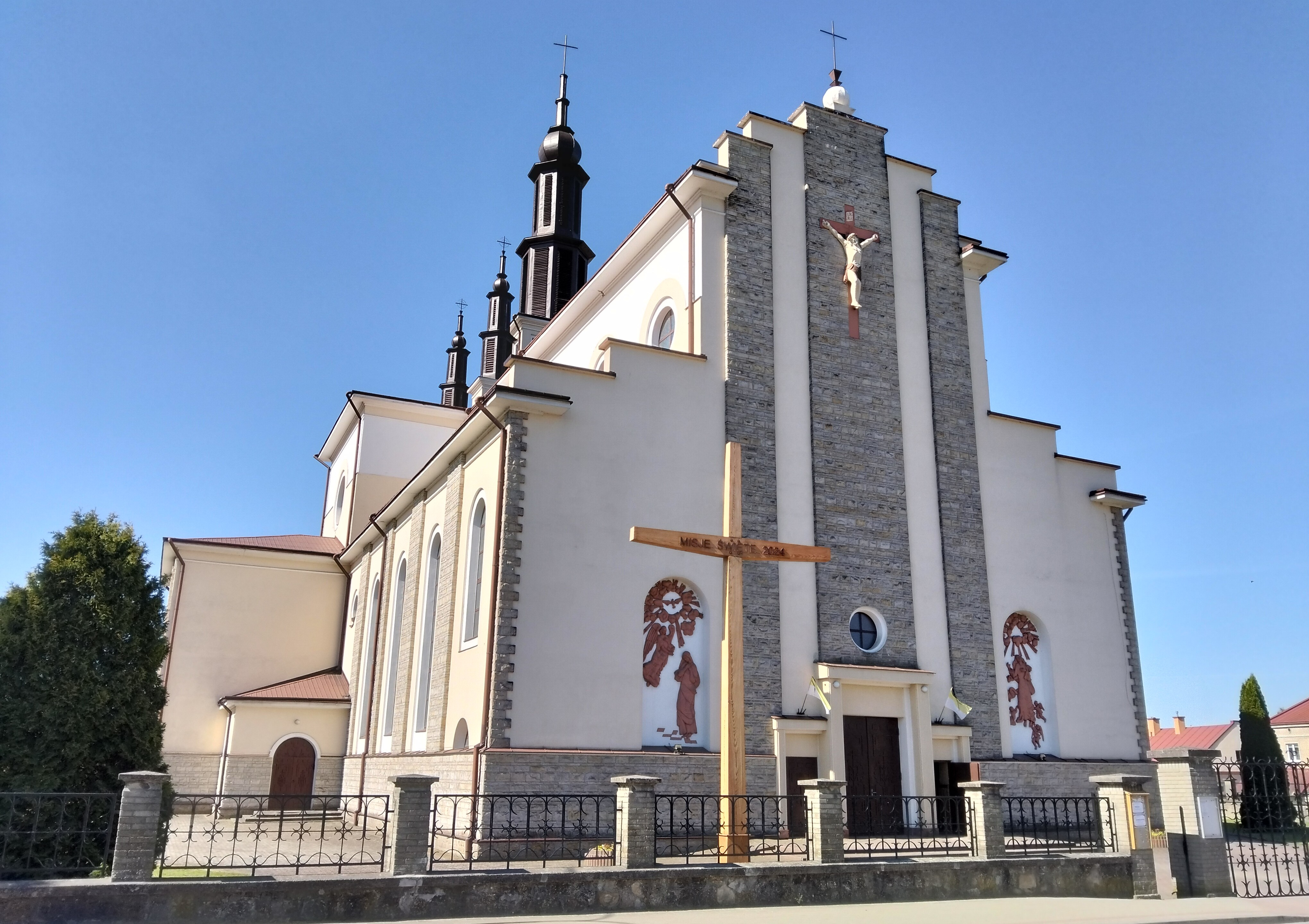
Elewacja wejściowa
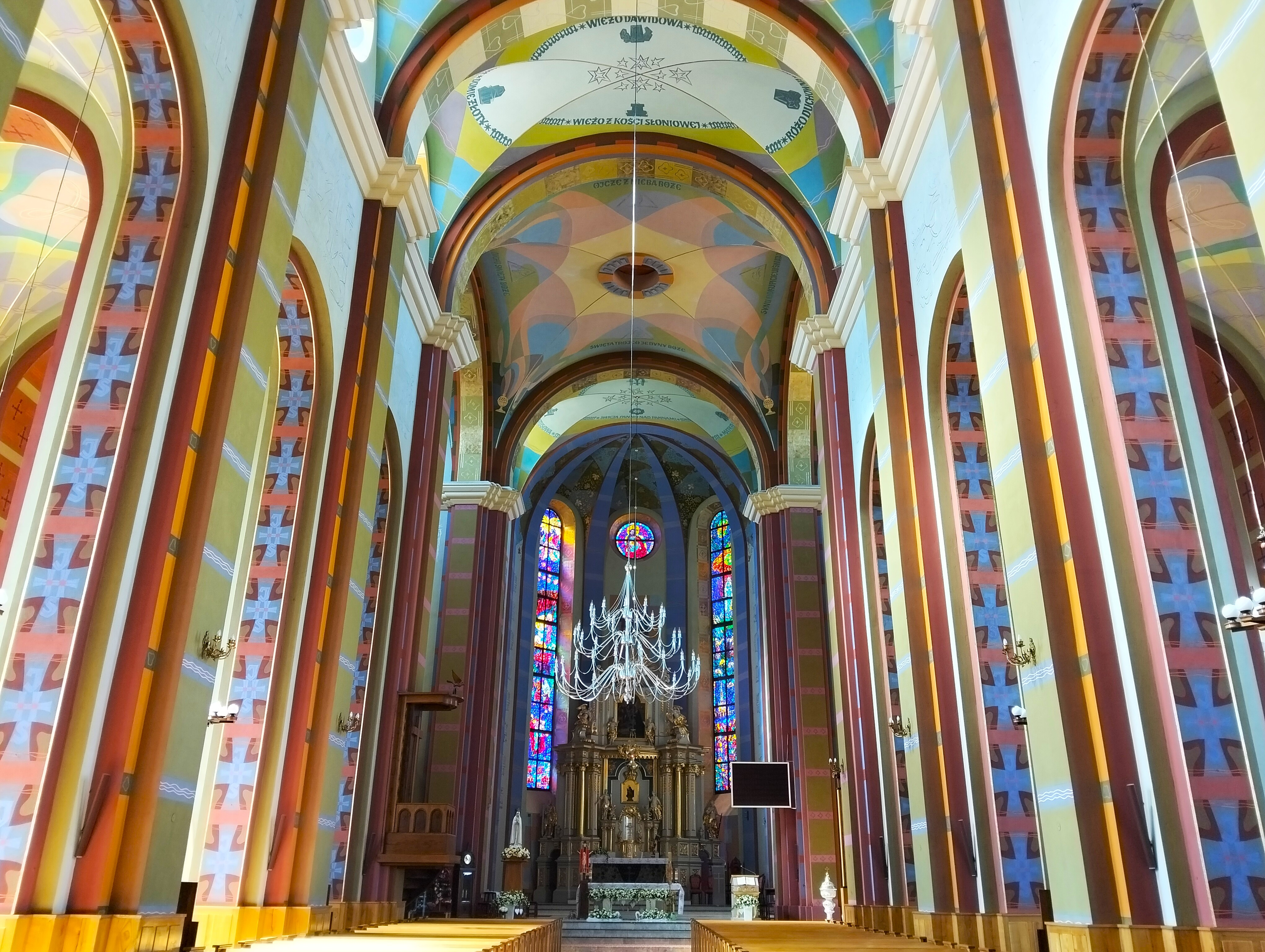
Wnętrze